# Ludvigsborg
Ludvigsborg är en kommungränsöverskridande tidigare tätort, huvudsakligen belägen i Hörby kommun i Skåne län men även innefattande en del av Höörs kommun, belägen mellan Hörby och Höör öster om Ringsjön. Vid 2015 års tätortsavgränsning hade bebyggelsen vuxit samman med Höörs tätort.

## Historia
Ursprungligen var byn en herrgård som hette Rönninge, men när Ludvig Stiernblad tog över herrgården gav han den namnet Ludvigsborg. När järnvägen mellan Höör och Hörby byggdes fick byn Häggenäs en järnvägsstation och en polisstation som hette Ludvigsborg. Därmed blev Ludvigsborg också en by.

### Befolkningsutveckling
| Befolkningsutvecklingen i Ludvigsborg 1960–2010       | Befolkningsutvecklingen i Ludvigsborg 1960–2010 | Befolkningsutvecklingen i Ludvigsborg 1960–2010 | Befolkningsutvecklingen i Ludvigsborg 1960–2010 | Befolkningsutvecklingen i Ludvigsborg 1960–2010 |
| ----------------------------------------------------- | ----------------------------------------------- | ----------------------------------------------- | ----------------------------------------------- | ----------------------------------------------- |
|                                                       |                                                 |                                                 |                                                 |                                                 |
| År                                                    |                                                 |                                                 | Folkmängd                                       | Areal (ha)                                      |
| 1960                                                  | 1960                                            |                                                 | 215                                             |                                                 |
| 1975                                                  | 1975                                            |                                                 | 208                                             |                                                 |
| 1980                                                  | 1980                                            |                                                 | 251                                             |                                                 |
| 1990                                                  | 1990                                            |                                                 | 325                                             | 40                                              |
| 1995                                                  | 1995                                            |                                                 | 687                                             | 112                                             |
| 2000                                                  | 2000                                            |                                                 | 695                                             | 112                                             |
| 2005                                                  | 2005                                            |                                                 | 743                                             | 114                                             |
| 2010                                                  | 2010                                            |                                                 | 1 041                                           | 149                                             |
| Anm.: Ej tätort 1965-1975. Sammanvuxen med Höör 2015. |                                                 |                                                 |                                                 |                                                 |

## Samhället
I Ludvigsborg finns en Ica Nära-butik. Det finns även en friskola (F-9), ett fritids och ett dagis. Det finns bussförbindelse med Hörby och Höör.